# Dương Văn An (chính khách)
 Dương Văn An (sinh năm 1971) là một Chính trị gia người Việt Nam. Ông nguyên là Ủy viên Ban Chấp hành Trung ương Đảng Cộng sản Việt Nam khóa XIII, nguyên Bí thư Tỉnh ủy Vĩnh Phúc. Đại biểu Quốc hội Việt Nam khóa XV, nguyên Trưởng Đoàn Đại biểu Quốc hội khóa XV tỉnh Vĩnh Phúc.

## Lý lịch và học vấn
Dương Văn An sinh ngày 15 tháng 2 năm 1971, quê quán: xã Phú Hồ, huyện Phú Vang, thành phố Huế.
Ngày vào Đảng: 25 tháng 1 năm 1997. Ngày chính thức: 25 tháng 1 năm 1998.
Trình độ học vấn: 12/12.
Trình độ chuyên môn: Cử nhân Khoa học, Tiến sĩ kinh tế chính trị.
Lý luận chính trị: Cử nhân.

## Sự nghiệp

### Tỉnh đoàn Thừa Thiên Huế
Từ tháng 10/1993 - 10/1995: Cán bộ Ban Thiếu nhi - Trường học, tỉnh Đoàn Thừa Thiên Huế.
Từ tháng 10/1995 - 6/1997: Cán bộ Ban Xây dựng Đoàn.
Từ 01/6/1997 - 9/1997: Phó ban tư tưởng văn hóa tỉnh Đoàn Thừa Thiên Huế.
Từ 03/9/1997 - 8/2002: Ủy viên Ban Thường vụ tỉnh Đoàn khóa XI, Trưởng ban Tư tưởng văn hóa tỉnh Đoàn Thừa Thiên Huế.
Từ tháng 8/2002 - 6/2005: Ủy viên Ban Thường vụ tỉnh Đoàn khóa XII, Trưởng ban Tư tưởng văn hóa tỉnh Đoàn Thừa Thiên Huế.
Từ tháng 7/2005 - 4/2006: Phó Bí thư tỉnh Đoàn Thừa Thiên Huế.
Từ tháng 4/2006 - 8/2007: Phó Bí thư thường trực tỉnh Đoàn Thừa Thiên Huế.
Từ tháng 8/2007 - 7/2008: Bí thư tỉnh Đoàn Thừa Thiên Huế (tháng 8/2007), Ủy viên BCH Trung ương Đoàn khóa IX (tháng 12/2007), Ủy viên BCH Đảng bộ tỉnh Thừa Thiên Huế (tháng 5/2008).

### Trung uơng Đoàn
Từ tháng 7/2008 - 8/2009: Ủy viên Ban Thường vụ Trung ương Đoàn khóa IX, Trưởng ban Tổ chức Trung ương Đoàn; Ủy viên Ban Thường vụ Đảng ủy Trung ương Đoàn (tháng 1/2009).
Từ tháng 8/2009 - 12/2011: Bí thư BCH Trung ương Đoàn khóa IX kiêm Trưởng ban Tổ chức Trung ương Đoàn.
Từ tháng 1/2012 - 3/2014: Bí thư BCH Trung ương Đoàn khóa IX, Phó chủ nhiệm thường trực Ủy ban Quốc gia về thanh niên Việt Nam.

### Tỉnh ủy Bình Thuận
Ngày 11 tháng 3 năm 2014, Ban Bí thư Trung ương Đảng Quyết định điều động và luân chuyển công tác đối với đồng chí Dương Văn An, Bí thư BCH Trung ương Đoàn TNCS Hồ Chí Minh thôi tham gia BCH, thôi giữ chức Bí thư BCH Trung ương Đoàn TNCS Hồ Chí Minh để chuyển công tác về Tỉnh ủy Bình Thuận, tham gia BCH, BTV Tỉnh ủy và giữ chức Phó Bí thư Tỉnh ủy Bình Thuận nhiệm kỳ 2010 – 2015.
Ngày 13 tháng 10 năm 2015, tại Đại hội Đảng bộ tỉnh Bình Thuận nhiệm kỳ 2015-2020, ông được bầu lại vào Ban Chấp hành Đảng bộ tỉnh Bình Thuận khóa XIII, tiếp tục giữ chức Phó Bí thư Tỉnh ủy.
Từ ngày 06 tháng 8 đến ngày 28 tháng 10 năm 2019, ông tham gia Lớp bồi dưỡng kiến thức mới cho cán bộ quy hoạch cấp chiến lược khóa XIII của Đảng tại Học viện Chính trị quốc gia Hồ Chí Minh.
Tối ngày 15 tháng 10 năm 2020, Ban Chấp hành Đảng bộ tỉnh Bình Thuận khóa XIV đã họp phiên thứ nhất, bầu ông Dương Văn An giữ chức Bí thư Tỉnh ủy khóa XIV nhiệm kỳ 2020-2025. Ngày 16 tháng 10 năm 2020, ông được thông báo là Bí thư Tỉnh ủy Bình Thuận nhiệm kì 2020-2025.

### Trung ương Đảng
Ngày 30 tháng 1 năm 2021, tại Đại hội đại biểu toàn quốc lần thứ XIII của Đảng, ông được bầu là Ủy viên Trung ương Đảng khóa XIII, nhiệm kỳ 2021-2026.

### Tỉnh ủy Vĩnh Phúc
Ngày 18 tháng 3 năm 2024, Tỉnh ủy Vĩnh Phúc tổ chức hội nghị công bố quyết định của Bộ Chính trị về việc điều động, chỉ định ông làm Bí thư Tỉnh ủy Vĩnh Phúc, nhiệm kỳ 2020 - 2025.

## Đại biểu Quốc hội
7/2021: Trưởng Đoàn ĐBQH tỉnh Bình Thuân, Tổ trưởng Tổ Đảng; Đại biểu Quốc hội khóa XV, Ủy viên Ủy ban Kinh tế của Quốc hội.
5/2024: Trưởng Đoàn ĐBQH tỉnh Vĩnh Phúc, Tổ trưởng Tổ Đảng; Đại biểu Quốc hội khóa XV, Ủy viên Ủy ban Kinh tế của Quốc hội.
Tại kỳ hop 53 của Ủy ban Kiểm tra Trung ương (từ ngày 6 - 8/1/2025) đã xem xét và đề nghị cấp có thẩm quyền xem xét, thi hành kỷ luật ông Dương Văn An.thi hành kỷ luật ông Dương Văn An, Ủy viên Trung ương Đảng, Bí thư Tỉnh ủy Vĩnh Phúc, nguyên Bí thư Tỉnh ủy Bình Thuận.